# Muzejski otok
Muzejski otok (nemško Museumsinsel) je muzejski kompleks na severnem delu otoka na reki Spree v zgodovinskem središču Berlina. Je ena od najbolj obiskanih znamenitosti nemške prestolnice in ena od najpomembnejših muzejskih znamenitosti v Evropi. Muzejski otok se je gradil od leta 1830 do 1930 po naročilu pruskih kraljev in načrtih petih arhitektov. Leta 1999 je bil razglašen za Unescovo svetovno dediščino. Sestavljajo ga Altes Museum, Neues Museum, Alte Nationalgalerie, Pergamonski muzej in Bodejev muzej. Ker muzejski otok vključuje ves otok na reki Spree severno od Unter den Linden, je tam tudi zgodovinska Berlinska stolnica, poleg odprtega parka Lustgarten. Na jugu rekonstruirana Berlinska palača hrani muzej Humboldtov forum, ki so ga odprli leta 2020. V bližini, čez zahodni krak Spree, je tudi Nemški zgodovinski muzej. Od ponovne združitve Nemčije je bil Muzejski otok ponovno zgrajen in razširjen v skladu z master planom. Leta 2019 so v okviru dediščine Muzejskega otoka odprli nov center za obiskovalce in umetniško galerijo, galerijo James Simon (šestega arhitekta). Po ponovni združitvi Nemčije je bil Muzejski otok obnovljen in razširjen.

## Pregled
Muzejski otok se tako imenuje zaradi kompleksa mednarodno pomembnih muzejev na severnem delu otoka. Muzeji so del Berlinskih državnih muzejev. 
- Altes Museum (Stari muzej) se je ob otvoritvi 3. avgusta 1830 imenoval Kraljevi muzej (Königliches Museum). V Altes Museum je bil preimenovan leta 1841. Načrte zanj je naredil arhitekt Karl Friedrich Schinkel.
- Neues Museum (Novi muzej) je bil zgrajen leta 1859 po načrtih Schinkelovega študenta, arhitekta Friedricha Augusta Stülerja. Med drugo svetovno vojno je bil porušen in ponovno zgrajen pod vodstvom Davida Chipperfielda za Egipčanski muzej Berlina. Ponovno je bil odprt leta 2009.
- Alte Nationalgalerie (Stara narodna galerija) je bila zgrajena leta 1876 po načrtih Friedricha Augusta Stülerja. V njej je zbirka umetnin iz 19. stoletja, donacija bankirja Joachima H. W. Wagenerja.
- Bodejev muzej (Bode-Museum) je na skrajnem severnem koncu otoka. Odprt je bil leta 1904 kot Muzej cesarja Friderika (Kaiser-Friedrich-Museum). V njem je razstavljena zbirka skulptur in poznoantičnih in bizantinskih umetnin.
- Pergamonski muzej (Pergamonmuseum) je bil zgrajen leta 1930. V njem je več rekonstruiranih zgodovinsko pomembnih zgradb, kot sta Pergamonski oltar in Ištarina vrata iz Babilona.
- Čeprav Berlinska stolnica (Berliner Dom) ni muzej, je zgodovinsko pomembna cerkev, ki vsebuje dinastično kripto rodbine Hohenzollern
- Park Lustgarten
- Galerija James Simon, center za obiskovalce, odprt leta 2019

V bližini:
- Humboldtov forum naj bi se po načrtih odprl leta 2020 nasproti parka Lustgarten. V njem naj bi bila Etnološki muzej Berlina in Muzej azijske umetnosti. Obe instituciji sta naslednici Stare pruske umetniške zbornice, ki je bila ob ustanovitvi sredi 16. stoletja v berlinski cesarski palači.
- Nemški zgodovinski muzej v zgodovinskem Zeughausu, vključno s prizidkom I. M. Peija, je nasproti parka Lustgarten, tik ob otoku, ob Unter den Linden.

Muzejski kompleks je bil leta 1999 uvrščen na seznam Unescove svetovne dediščine.

## Zgodovina
Prva razstavna dvorana je bila postavljena leta 1797 na predlog arheologa Aloysa Hirta. Leta 1822 je Schinkel zasnoval načrte za Stari muzej, v katerem bi bila nameščena kraljeva Antikensammlung, ureditev zbirke je nadzoroval Wilhelm von Humboldt. Otok, ki je bil prvotno stanovanjsko območje, je leta 1841 pruski kralj Friderik Viljem IV. posvetil umetnosti in znanosti. Pod naslednjimi pruskimi kralji so muzejske zbirke umetnosti in arheologije po letu 1918 spremenili v javno fundacijo. Danes jih hrani podružnica Staatliche Museen zu Berlin (Berlinskih državnih muzejev) Fundacije za prusko kulturno dediščino (nemško Stiftung Preußischer Kulturbesitz; SPK).
Muzejski otok obsega še park Lustgarten in Berlinsko stolnico. Med Bodejevim in Pergamonskim muzejem ga prečka železniški most Berliner Stadtbahn. Sosednje ozemlje na jugu je mesto nekdanje kraljeve in cesarske Berlinske palače, nekdanje Palače republike.
Pruske zbirke so bile ločene med hladno vojno med delitvijo mesta, vendar so bile ponovno združene po združitvi Nemčije, z izjemo nekaterih umetnin in artefaktov, ki so jih po drugi svetovni vojni odstranile zavezniške čete. Med njimi je Priamov zaklad, imenovan tudi trojansko zlato, ki ga je leta 1873 izkopal Heinrich Schliemann, nato pa pretihotapljen iz Turčije v Berlin in iz Nemčije v Moskvo. Danes ga hrani Puškinov muzej v Moskvi.
Kar zadeva glavne mestne muzeje, je trajalo večino 1990-ih, da se je pojavilo soglasje, da je treba stavbe Muzejskega otoka obnoviti in posodobiti, pri čemer je bil januarja 1999 končno odobren previden načrt generalnega direktorja Wolf-Dieterja Dubeja za njihovo uporabo. Nato je šest mesecev kasneje Peter-Klaus Schuster prevzel vodenje in zagnal veliko bolj ambiciozen program, katerega cilj je bil muzejski otok spremeniti v Louvre na Spree. Zvezna vlada je do leta 2010 obljubila 20 milijonov dolarjev na leto za projekte za povečanje ugleda Berlina, Unesco pa je otok razglasil za svetovno dediščino.
O vsebini muzejev so se odločili takole: 
- Pergamonski z grškim oltarjem, po katerem je dobil ime, je ohranil velik del svoje zbirke in je bil opredeljen kot muzej starodavne arhitekture.
- Neues Museum (Novi muzej) je predstavil arheološke predmete ter egipčanske in etruščanske skulpture, vključno s slavnim doprsnim kipom kraljice Nefretiti.
- Altes Museum, najstarejši na otoku, v prvem nadstropju prikazuje grške in rimske umetnine, v drugem nadstropju pa prireja razstave.
- Slike Bodejevega muzeja so segale od poznega bizantinskega obdobja do leta 1800.
- Tako kot zdaj bo Alte Nationalgalerie pokrivala 19. stoletje.
- Ko bo ta proces končan, morda do leta 2020, bo zbirka slik Gemäldegalerie prenesena v Bode, nova priloga in Muzejski otok pa bo predstavil vso umetnost od starodavnih civilizacij do leta 1900.[9]
- Ob Neues Museum se je gradila galerija James Simon in je bila odprta 12. julija 2019 ter 94 milijonov dolarjev vreden center za obiskovalce, ki ga je zasnoval britanski arhitekt David Chipperfield. S podzemnim prehodom, okrašenim z arheološkimi predmeti, bo povezan z muzeji Neues, Altes, Pergamon in Bode.

Ko bo glavni načrt Muzejskega otoka končan, bo tako imenovana Arheološka promenada povezovala štiri od petih muzejev na Muzejskem otoku. Promenada se bo začela pri Starem muzeju na jugu, vodila skozi Novi muzej in Pergamonski muzej ter končala pri Bodejevem muzeju, ki je na severnem koncu otoka. Pred drugo svetovno vojno so bili ti muzeji povezani z mostovi nad zemljo; zaradi posledic vojne so bili uničeni. Nikoli ni bilo načrtov za njihovo obnovo; namesto tega bodo znižali osrednja igrišča posameznih muzejev, kar so že storili v Bodejevem muzeju in v Neues Museum. Povezane bodo s podzemnimi galerijami. To arheološko sprehajališče lahko na nek način štejemo za šesti muzej na Otoku, saj je zasnovano ne le kot povezovalni hodnik, temveč tudi kot razpeta razstavna soba za interdisciplinarne predstavitve. Arheološko promenado lahko označimo kot skupek zbirk, ki so ločeno prikazane (v skladu s kulturnimi regijami, obdobji in umetniškimi žanri) v posameznih muzejih Otoka. Arheološka promenada bo obravnavala večplastne teme, ki so zaposlovale človeški um ne glede na čas in kulturno regijo, pa naj bo to vprašanje posmrtnega življenja ali vprašanja lepote in druge teme.
Po navedbah Pruske fundacije za kulturno dediščino bo z izvedbo treh glavnih načrtov Muzejski otok postal največji univerzalni muzej svetovne umetnosti in svetovnih kultur.
Muzejski otok je omenjen v pesmi On the Museum Island ljudske umetnice Emmy the Great.
Južni del otoka, južno od Gertraudenstraße, se običajno imenuje Fischerinsel (Fisherjev otok) in je mesto visokih stanovanjskih stavb, zgrajenih, ko je bil Mitte del vzhodnega Berlina.
Na dan nemške enotnosti 2020 je bilo okoli 70 eksponatov v Pergamonskem muzeju, Neues Museum in Alte Nationalgalerie poškropljenih z 'oljno tekočino'; prizadeti predmeti so vključevali sarkofage, kamnite skulpture in slike iz 19. stoletja. Uvedena je bila preiskava premoženjske škode, ki je povzročila škodo javnosti.

## Filmi
- Projekt Muzejski otok stoletja, dokumentarna serija ZDF in 3sat. Nemčija od leta 2001
- Muzejski pregled z Markusom Brockom: Museumsinsel Berlin. 30 min Prva oddaja: 27. januar 2013.[13]
- Zakladi sveta – dediščina človeštva: Museumsinsel Berlin. Sinopsis in video iz SWR. Prva oddaja: 17. avgust 2008

## Galerija
- Altes Museum, Lustgarten in Berlinska stolnica
- Neues Museum
- Alte Nationalgalerie
- Pergamonski muzej
- Panorama z reko Spree
- Maketa Muzejskega otoka
- Galerija James Simon
- Berlinska palača (julij 2020)